# Bouconville
Bouconville é uma comuna francesa na região administrativa de Grande Leste, no departamento Ardenas. Estende-se por uma área de 13,75 km². Em 2010 a comuna tinha 58 habitantes (densidade: 4,2 hab./km²).